# Ricardo Blanco Mora
Ricardo José Blanco Mora (Poasito, Alajuela, Costa Rica, 12 de mayo de 1989) es un futbolista costarricense que juega de lateral derecho en el Deportivo Saprissa de la Primera División de Costa Rica.

## Trayectoria

### Deportivo Saprissa
Ricardo Blanco debutó profesionalmente en Primera División con el Deportivo Saprissa el 16 de agosto de 2009, por la tercera fecha del Campeonato de Invierno contra San Carlos en el Estadio Carlos Ugalde. De la mano del entrenador Jeaustin Campos, el jugador fue titular y alcanzó la totalidad de los minutos en el triunfo por 1-2.
Con Roy Myers en el puesto de entrenador, el 15 de mayo de 2010 su equipo gana el título «29» tras vencer en la final a San Carlos. De esta manera, Blanco obtiene el primer cetro nacional en su carrera.
El 17 de agosto de 2010, tuvo su primer partido de carácter internacional al jugar 45 minutos frente al Monterrey (derrota 1-0) de México por la primera fecha de la fase de grupos de la Liga de Campeones de la Concacaf.
Habiendo disputado un total de 44 compromisos en liga costarricense, el 1 de septiembre de 2012, Blanco manifiesta su deseo de salir de la institución para tener más regularidad, por lo que él mismo confirma al equipo de Belén como su nuevo destino.

### Belén F. C.
Ricardo arribó al conjunto belemita en condición de préstamo para lo que resta del Campeonato de Invierno 2012, con la posibilidad de extenderse por toda la temporada. Debuta el 16 de septiembre en el juego contra Herediano en el Estadio Rosabal Cordero, donde fue titular del entrenador Vinicio Alvarado y completó la totalidad de los minutos en la igualdad de 1-1. Consigue el primer gol en la máxima categoría el 7 de octubre sobre el Uruguay de Coronado, para dar el triunfo a su club por 0-1 en condición de visita. En enero de 2013 se confirmó que el futbolista continuaría vinculado al equipo por al menos un torneo más.
Para la temporada 2013-14, Blanco se convirtió en ficha del equipo tras haber finalizado su contrato con los morados. Tuvo una productividad de diez goles en treinta apariciones —repartiendo cinco concreciones en el Invierno 2013 y otras cinco en el Verano 2014—. Asimismo, marcó su primer doblete el 10 de abril en la victoria por 3-2 ante Limón. Concluyó su ciclo con 62 apariciones y aportó 13 anotaciones.

### C. S. Herediano
Por su buen momento evidenciado en campañas recientes, el 15 de julio de 2014 fue presentado como nuevo refuerzo del Herediano junto a Víctor Bolívar, Heyreel Saravia, Keyner Brown, Alexander Larín, Gabriel Gómez y Brunet Hay.
Su primera aparición vistiendo la camiseta rojiamarilla se dio el 16 de agosto de 2014, donde disputó la primera fecha del Campeonato de Invierno frente a su exequipo Belén en el Estadio Rosabal Cordero. Fue parte del once inicial bajo las órdenes del entrenador César Eduardo Méndez, pero salió sustituido al comienzo de la segunda parte por el salvadoreño Alexander Larín. El resultado mostró la igualdad a un tanto. El 20 de diciembre obtiene el subcampeonato de la competición tras perder la final contra el Deportivo Saprissa. Blanco solamente tuvo ocho presencias en este certamen.

### Belén F. C.
El 13 de enero de 2015, el volante se marcha cedido nuevamente a Belén por todo el año. Logró un total de 34 apariciones y concretó un gol —realizado el 9 de septiembre en la goleada por 5-1 sobre el Santos de Guápiles—.

### C. S. Cartaginés
El 23 de diciembre de 2015, Ricardo se convirtió en el nuevo fichaje del Cartaginés y fue presentado junto al delantero Jorge Alejandro Castro.
Su debut se produjo el 17 de enero de 2016, por la jornada inaugural del Campeonato de Verano 2016 frente al conjunto de Limón, juego en el que fue titular en la totalidad de los minutos en la victoria ajustada de 1-0.
Marcó su primer gol como blanquiazul el 31 de julio de 2016 en el triunfo por 2-0 sobre la Universidad de Costa Rica.
Luego de ser uno de los futbolistas más constantes del plantel brumoso con 86 apariciones y seis tantos contabilizados, el 16 de mayo de 2018 toma la determinación de no seguir en el equipo pese a ser ofertado con una mejor opción económica.

### Deportivo Saprissa
El 29 de mayo de 2018, se oficializa la llegada del mediocampista al Deportivo Saprissa —equipo que le formó y le hizo debutar profesionalmente— y firmó el contrato cuyo vínculo se extiende hasta el 31 de mayo de 2019.
Debuta en el Torneo de Apertura 2018 el 22 de julio con victoria de su equipo por 2-1 sobre el Santos de Guápiles, utilizando la dorsal «12» en la demarcación de lateral derecho. Convirtió su primer gol de la campaña el 26 de agosto contra Guadalupe para sellar el triunfo de su conjunto con marcador de 2-0. El 16 de septiembre consigue un tanto sobre Carmelita. Tras dos compromisos ausente por una lesión muscular, Blanco retornó el 18 de octubre en el partido frente a Guadalupe en el Estadio "Coyella" Fonseca, ingresando de cambio al minuto 58' por el argentino Mariano Torres. Cinco minutos más tarde materializó el gol del gane por 0-2 sin embargo no pudo continuar debido a una nueva lesión. Fue habilitado para participar luego de superar una ruptura del menisco interno de la rodilla derecha que le había alejado por cuatro semanas. Su partido de regreso se dio el 28 de noviembre, en el duelo por la semifinal de vuelta ante el Herediano, donde fue el relevo de Marvin Angulo al minuto 104'. Concluyó el certamen con diecisiete apariciones, aportó tres goles y sirvió dos asistencias.
Afronta su primer partido del Torneo de Clausura 2019 el 13 de enero, alcanzando la totalidad de los minutos en el empate de local a dos goles contra Limón.
Empezó la campaña del Torneo de Apertura 2019 a partir de la segunda fecha contra Pérez Zeledón (victoria 3-0), en la que formó parte de la titularidad y salió de cambio al minuto 76' por Yostin Salinas.
Jugó la primera fecha del Torneo de Clausura 2020 el 11 de enero frente a San Carlos en el Estadio Carlos Ugalde. Blanco alcanzó la totalidad de los minutos y el marcador terminó en victoria por 0-1. El 29 de junio alcanzó su segundo título nacional con Saprissa, luego de superar la serie final del campeonato sobre Alajuelense. El jugador obtuvo diecinueve apariciones.
Comenzó la nueva temporada el 15 de agosto de 2020, por la primera fecha del Torneo de Apertura con la victoria 4-0 de local sobre Limón. Blanco alcanzó doce apariciones en el certamen nacional y colaboró con una asistencia. Su equipo terminó siendo eliminado en semifinales por el Herediano.
Debuta en la primera jornada del Torneo de Clausura 2021 el 13 de enero, como titular en el empate sin goles frente a Grecia. En la última fecha de la clasificación, Saprissa terminó accediendo a un puesto a la siguiente ronda de cuarto lugar. El 16 de mayo enfrentó a Alajuelense por la semifinal de ida, ganando por 4-3. Tres días después se dio el empate 2-2 en el partido de vuelta. El 23 de mayo se presentó el resultado favorable de 3-2 sobre el Herediano por la final de ida, mientras que el 26 de mayo también el triunfo ante el conjunto rojiamarillo por 0-1 en la vuelta. Blanco sumó un nuevo título a su palmarés y en esta competencia tuvo veintiún apariciones. El 2 de junio se anunció su renovación en el club hasta 2023.
Inició la temporada disputando el primer partido del Torneo de Apertura 2021 el 27 de julio, compromiso en el que fue titular en la totalidad de los minutos de la victoria de local por 3-0 sobre el Santos de Guápiles. El 4 de agosto conquistó el título de la Supercopa luego de que su equipo venciera de forma contundente a Alajuelense por 4-1 en el Estadio Nacional. El 24 de agosto materializó su primer gol del certamen contra Jicaral. El conjunto morado finalizó la competencia con el subcampeonato. Blanco contabilizó veinte presencias, convirtió un gol y tuvo 1754 minutos de acción.
El 16 de enero de 2022, enfrentó su primer partido por el Torneo de Clausura, en el compromiso que cayó su equipo por 1-2 de local contra San Carlos. El jugador gozó de la totalidad de los minutos.

## Selección nacional

### Categorías inferiores
El 13 de septiembre de 2008, Ricardo Blanco fue incluido en la lista del entrenador Ronald González de la Selección Sub-20 de Costa Rica, para la disputa de la eliminatoria centroamericana con miras al Campeonato de la Concacaf que tomaría lugar al año siguiente. Fue partícipe de las dos victorias de su país en el Estadio Tiburcio Carías de Tegucigalpa frente a Nicaragua (4-0) y el anfitrión Honduras (1-2) —jugando 34 minutos en este cotejo—, resultados que le permitieron clasificarse de manera directa al certamen de la confederación.
El 3 de marzo de 2009, logró quedarse con un lugar en la convocatoria de González del grupo que enfrentó el Campeonato Sub-20 de la Concacaf celebrado en Trinidad y Tobago. Hizo su debut el 7 de marzo en el Marvin Lee Stadium contra el combinado de México, donde completó la totalidad de los minutos en la victoria ajustada por 0-1. De la misma manera, fue estelar en los dos partidos siguientes de la fase de grupos frente a los trinitarios (empate 0-0) y Canadá (triunfo 2-1). El 13 de marzo esperó desde la suplencia en el duelo semifinal ante Honduras, serie que se definió en penales para su selección. Dos días después, retornó al protagonismo en la alineación tras ser parte de la titularidad en la victoria cómoda por 3-0 contra Estados Unidos, proclamándose campeón de la categoría.
El 9 de septiembre de 2009, Blanco fue seleccionado en la nómina definitiva de veintiún futbolistas para la realización del Mundial Sub-20 llevado a cabo en territorio egipcio. Aguardó desde el banquillo en los tres partidos del grupo E frente a Brasil (derrota 5-0), Australia (triunfo 0-3) y República Checa (revés 2-3). Los costarricenses se clasificaron dentro de los mejores terceros. Su debut en el certamen se produjo el 6 de octubre en el Estadio Internacional de El Cairo, lugar donde se dio el duelo contra el anfitrión Egipto por los octavos de final. Blanco ingresó de relevo por Diego Estrada en el tiempo de reposición, mientras que el resultado terminó 0-2 a favor de su conjunto. Luego participó 14 minutos en la victoria por 1-2 en tiempo suplementario ante Emiratos Árabes Unidos y completó la totalidad de los minutos frente a los brasileños por las semifinales, juego que culminó en pérdida por 1-0. El 16 de octubre su nación selló el cuarto lugar del torneo tras la derrota en penales contra Hungría.
El 11 de abril de 2010, Ricardo fue parte de la selección Sub-21 en la ronda preliminar hacia los Juegos Centroamericanos y del Caribe, fecha en la que se enfrentó a Nicaragua en el Estadio "Fello" Meza. Convirtió un gol de penal al minuto 64' en la victoria de goleada por 6-1. El 18 de abril se ratificó la clasificación de su país al certamen continental luego de la nueva victoria por 0-6 sobre los nicaragüenses en condición de visita, partido donde Blanco recibió tarjeta amarilla y salió de cambio por Andrés Castro al minuto 38'.
El 17 de septiembre de 2011, el centrocampista recibió la convocatoria de Ronald González de la Selección Sub-23 para hacer frente a la fase previa del Preolímpico de Concacaf. Su primera aparición se dio el 21 de septiembre contra Nicaragua en el Estadio Francisco Morazán, siendo titular los 90 minutos en la victoria accesible por 4-0. Dos días después y en el mismo escenario deportivo, alcanzó la totalidad de los minutos en el empate 2-2 ante el país local Honduras. Su selección disputó el juego de ida de repechaje frente al combinado de Panamá el 26 de octubre en el Estadio Rommel Fernández, donde Blanco tomó un puesto en la estelaridad y el marcador de 2-1 consumió la derrota para su conjunto.

#### Participaciones en juveniles
| Competición                           | Sede              | Resultado    |
| ------------------------------------- | ----------------- | ------------ |
| Campeonato Sub-20 de la Concacaf 2009 | Trinidad y Tobago | Campeón      |
| Copa Mundial Sub-20 de 2009           | Egipto            | Cuarto lugar |

### Selección absoluta
El 30 de agosto de 2010, obtuvo su primer llamado —y prácticamente dado de último momento— a la Selección de Costa Rica por el director técnico interino Ronald González, para completar el grupo de veintidós futbolistas con el motivo de desarrollar un par de juegos amistosos correspondientes a la fecha FIFA. En su primer partido dentro de la convocatoria, el 3 de septiembre no vio acción en el empate a dos anotaciones contra Panamá. Su debut como internacional absoluto se dio el 5 de septiembre en el Parque Independence de Kingston ante Jamaica, compromiso en el que empezó en la titularidad y salió de cambio al minuto 70' por Argenis Fernández. Su país perdió de manera ajustada 1-0 en esa oportunidad.
Ante la baja del defensor Heiner Mora por lesión, Blanco fue convocado el 10 de octubre de 2010 por el estratega González. Su segunda presencia internacional tuvo lugar el 12 de octubre y completó la totalidad de los minutos en el triunfo 2-1 sobre El Salvador en el Estadio Carlos Ugalde.
Después de ocho años y diez meses sin ser tomado en cuenta por el conjunto costarricense, Ricardo regresó a una nómina el 28 de agosto de 2019 con Gustavo Matosas como el entrenador. El 1 de septiembre fue reemplazado por Jeikel Venegas por un motivo de salud.
El 4 de octubre de 2019, es convocado por Ronald González para el inicio en la Liga de Naciones de la Concacaf. El 10 de octubre disputó el duelo frente a Haití en el Estadio Thomas Robinson de Bahamas, siendo titular en la totalidad de los minutos. Además aportó una asistencia en el gol de José Guillermo Ortiz. Tres días después también apareció en la estelaridad en la igualdad contra Curazao.
El 26 de agosto de 2021, Blanco fue llamado por Luis Fernando Suárez para iniciar la eliminatoria de Concacaf hacia la Copa del Mundo. Debutó el 2 de septiembre con el empate sin goles de visita en el Estadio Rommel Fernández contra Panamá.
El 13 de mayo de 2022, fue convocado a la lista de Suárez para la preparación de cara a la Liga de Naciones de la Concacaf. El 2 de junio se dio su debut en la derrota 2-0 de visita contra Panamá.

#### Participaciones internacionales
| Competición                             | Sede     | Resultado    | Partidos | Goles |
| --------------------------------------- | -------- | ------------ | -------- | ----- |
| Liga de Naciones de la Concacaf 2019-20 | Concacaf | Cuarto lugar | 3        | 0     |
| Liga de Naciones de la Concacaf 2022-23 | Concacaf | En progreso  | 1        | 0     |

#### Participaciones en eliminatorias
| Eliminatoria               | Sede  | Resultado   | Posición | Partidos | Goles |
| -------------------------- | ----- | ----------- | -------- | -------- | ----- |
| Clasificación Mundial 2022 | Catar | Clasificado | 4.ª      | 6        | 0     |

## Estadísticas

### Clubes
Actualizado al último partido jugado el 4 de mayo de 2022.
| Deportivo Saprissa Costa Rica |               |               |     |    |    |    |    |     |     |    |
| 1.ª | 2009-10       | 2             | 0   | —  | —  | 0  | 0  | 2   | 0   |    |
| 1.ª | 2010-11       | 21            | 0   | —  | —  | 9  | 0  | 30  | 0   |    |
| 1.ª | 2011-12       | 21            | 0   | —  | —  | —  | —  | 21  | 0   |    |
| 1.ª | 2012-13       | 0             | 0   | —  | —  | —  | —  | 0   | 0   |    |
| Total club | Total club    | 44            | 0   | —  | —  | 9  | 0  | 53  | 0   |    |
| Belén F. C. Costa Rica |               |               |     |    |    |    |    |     |     |    |
| 1.ª | 2012-13       | 32            | 3   | —  | —  | —  | —  | 32  | 3   |    |
| 1.ª | 2013-14       | 30            | 10  | 2  | 0  | —  | —  | 32  | 10  |    |
| Total club | Total club    | 62            | 13  | 2  | 0  | —  | —  | 64  | 13  |    |
| C. S. Herediano Costa Rica |               |               |     |    |    |    |    |     |     |    |
| 1.ª | 2014-15       | 8             | 0   | 5  | 0  | 0  | 0  | 13  | 0   |    |
| Total club | Total club    | 8             | 0   | 5  | 0  | 0  | 0  | 13  | 0   |    |
| Belén F. C. Costa Rica |               |               |     |    |    |    |    |     |     |    |
| 1.ª | 2014-15       | 17            | 0   | —  | —  | —  | —  | 17  | 0   |    |
| 1.ª | 2015-16       | 17            | 1   | 3  | 0  | —  | —  | 20  | 1   |    |
| Total club | Total club    | 34            | 1   | 3  | 0  | —  | —  | 37  | 1   |    |
| C. S. Cartaginés Costa Rica |               |               |     |    |    |    |    |     |     |    |
| 1.ª | 2015-16       | 20            | 0   | —  | —  | —  | —  | 20  | 0   |    |
| 1.ª | 2016-17       | 32            | 5   | —  | —  | —  | —  | 32  | 5   |    |
| 1.ª | 2017-18       | 34            | 1   | —  | —  | —  | —  | 34  | 1   |    |
| Total club | Total club    | 86            | 6   | —  | —  | —  | —  | 86  | 6   |    |
| Deportivo Saprissa Costa Rica |               |               |     |    |    |    |    |     |     |    |
| 1.ª | 2018-19       | 37            | 3   | —  | —  | 2  | 0  | 39  | 3   |    |
| 1.ª | 2019-20       | 35            | 0   | —  | —  | 10 | 0  | 45  | 0   |    |
| 1.ª | 2020-21       | 33            | 0   | 1  | 0  | 5  | 0  | 39  | 0   |    |
| 1.ª | 2021-22       | 29            | 1   | 1  | 0  | 4  | 0  | 34  | 1   |    |
| Total club | Total club    | 134           | 4   | 2  | 0  | 21 | 0  | 157 | 4   |    |
| Total carrera | Total carrera | Total carrera | 368 | 24 | 12 | 0  | 30 | 0   | 410 | 24 |
| (1) Incluye datos del Torneo de Copa (2013-15) / Supercopa de Costa Rica (2020-21). (2) Incluye datos de la Liga de Campeones de la Concacaf (2009-21) / Liga Concacaf (2019-21). (3) No incluye goles en partidos amistosos. |               |               |     |    |    |    |    |     |     |    |

### Selección de Costa Rica
Actualizado al último partido jugado el 2 de junio de 2022.
| Absoluta · Costa Rica   |   |   |   |   |   |   |   |   |   |    |   |   |
| 2010                    | - | - | - | - | - | - | 2 | 0 | 0 | 2  | 0 | 0 |
| 2019                    | - | - | - | 3 | 0 | 1 | - | - | - | 3  | 0 | 1 |
| 2020                    | - | - | - | - | - | - | 2 | 0 | 0 | 2  | 0 | 0 |
| 2021                    | 6 | 0 | 0 | - | - | - | 1 | 0 | 0 | 7  | 0 | 0 |
| 2022                    | - | - | - | 1 | 0 | 0 | - | - | - | 2  | 0 | 0 |
| Total                   | 6 | 0 | 0 | 4 | 0 | 0 | 5 | 0 | 0 | 15 | 0 | 1 |
| 1. Fuente:Transfermarkt |   |   |   |   |   |   |   |   |   |    |   |   |

## Palmarés

### Títulos nacionales
| Título                         | Club               | País       | Año  |
| ------------------------------ | ------------------ | ---------- | ---- |
| Primera División de Costa Rica | Deportivo Saprissa | Costa Rica | 2010 |
| Primera División de Costa Rica | Deportivo Saprissa | Costa Rica | 2020 |
| Primera División de Costa Rica | Deportivo Saprissa | Costa Rica | 2021 |
| Supercopa de Costa Rica        | Deportivo Saprissa | Costa Rica | 2021 |
| Primera División de Costa Rica | Deportivo Saprissa | Costa Rica | 2022 |
| Primera División de Costa Rica | Deportivo Saprissa | Costa Rica | 2023 |

### Títulos internacionales
| Título                        | Equipo             | Sedw              | Año  |
| ----------------------------- | ------------------ | ----------------- | ---- |
| Campeonato Sub-20 de Concacaf | Costa Rica Sub-20  | Trinidad y Tobago | 2009 |
| Liga Concacaf                 | Deportivo Saprissa | Honduras          | 2019 |